# Nikkó

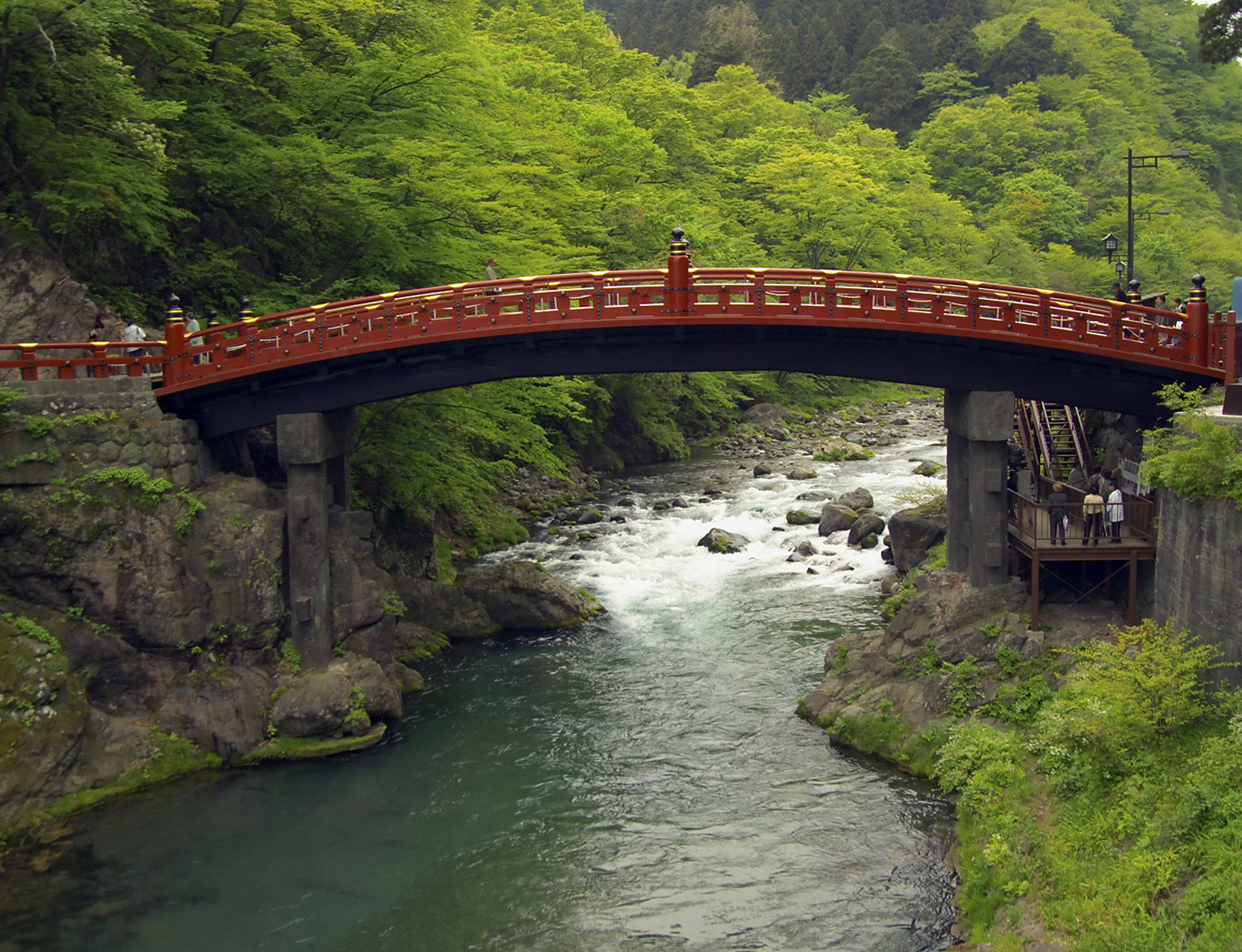
A Futaraszan szentély bejáratát képező Sinkjó híd.

Nikkó (japánul 日光市, szó szerinti fordításban „napfény”) egy modern és egy ősi japán város a Tocsigi prefektúra hegységeiben, Honsú szigetén. 140 kilométerre fekszik Tokiótól a Daija folyó mentén a Nantai, Njóho és Taró hegycsúcsok között. Kedvelt úticélja a japán és a külföldi turistáknak egyaránt. Itt található Tokugava Iejaszu és Iemicu sógunok mauzóleumai, és a 767-ben épült Futaraszan szentély. Számos meleg forrás (japánul onszen) is van a település területén. A Nikkótól nyugatra levő hegyek a Nikkó Nemzeti Park részei. Itt található a Csúzendzsi tó és a Kegon vízesés, Japán egyik legszebb vízesése, valamint számos festői erdei ösvény.
A nikkói Tósógú és a Futaraszan szentélyek, valamint a Rinnódzsi templomegyüttes az I-es, IV-es és VI-os kritériumok alapján a UNESCO világörökségének részét képezi 1999 óta.

## Történelem

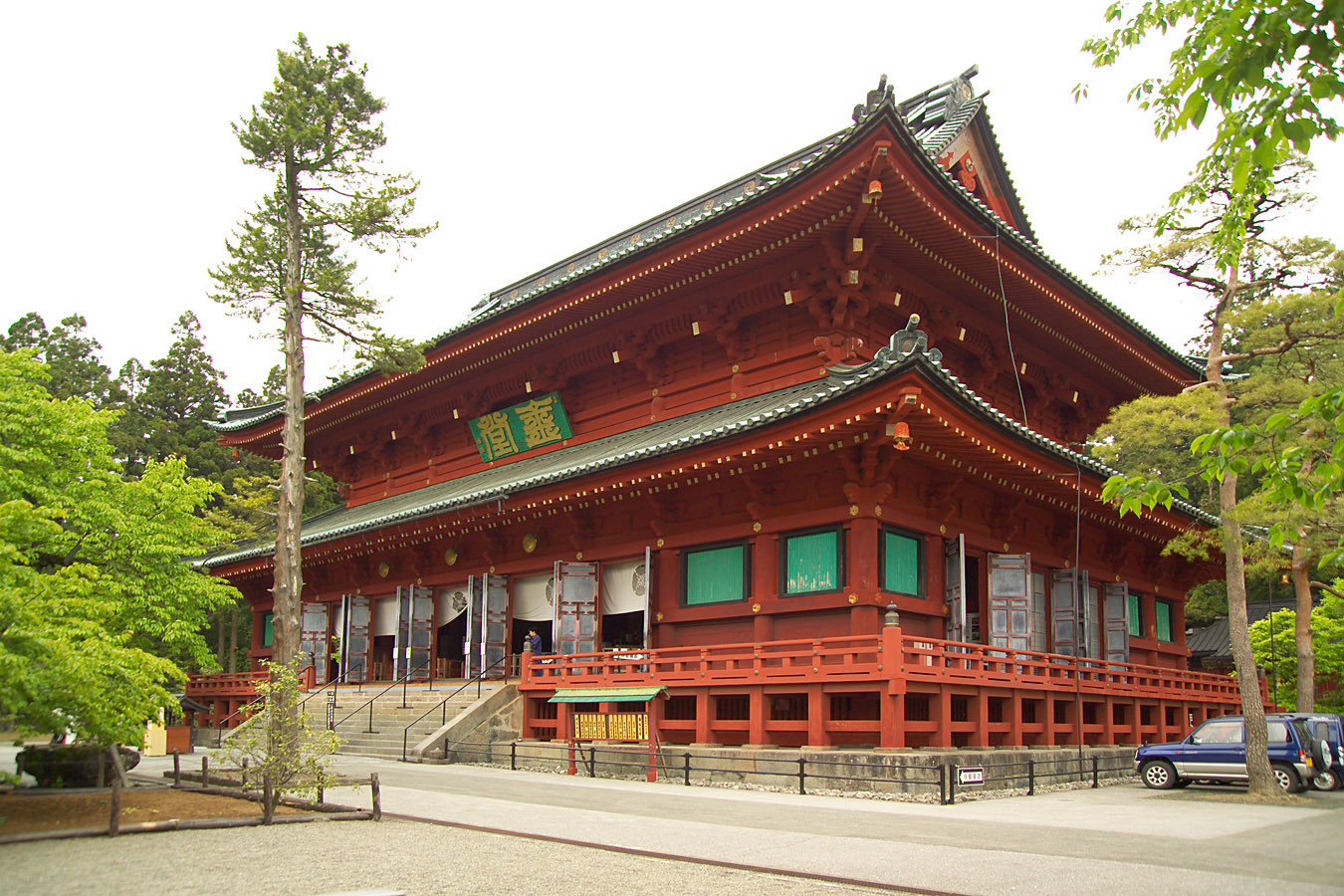
Rinnódzsi buddhista temploma.

Nikkó története a legenda szerint 766-ban kezdődött. Ekkor egy Sotó nevű szerzetes, a település történetének egyik legfontosabb alakja, isteni parancsból megmászta a település mellett fekvő Nantai csúcsot és rajta megépítette a Sihonrjúdzsi templomot. A várost övező három hegy az évszázadok során a sintó, majd később a buddhizmus szent helyévé vált. A 12. században Nikkó szentélyei és templomai egyre fontosabb szerepet kaptak hála az akkor uralkodó Minamoto no Joritomónak és a Gendzsi családnak. 1617-ben megkezdődött a Tósógú szentély építése, amit a Tokugava Iejaszu iránti tisztelet jeléül építettek. A modern várost 1954. február 1-jén alapították. 2005. szeptember 1-jén a népesség 62 350 fő volt. 2006. március 20-án Nikkó összeolvadt Imaicsi városával és Asió, Fudzsihara valamint Kurijama falvaival, és így létrejött egy szintén Nikkónak nevezett új város. Az önkormányzat épülete a régi imaicsi városházában kapott helyet. 2006. május 1-jén az újonnan megalakult város lakossága 93 568 fő, területe 1449,87 négyzetkilométer volt. 2007. augusztus 1-jén Nikkó népessége elérte a 94 661 főt.

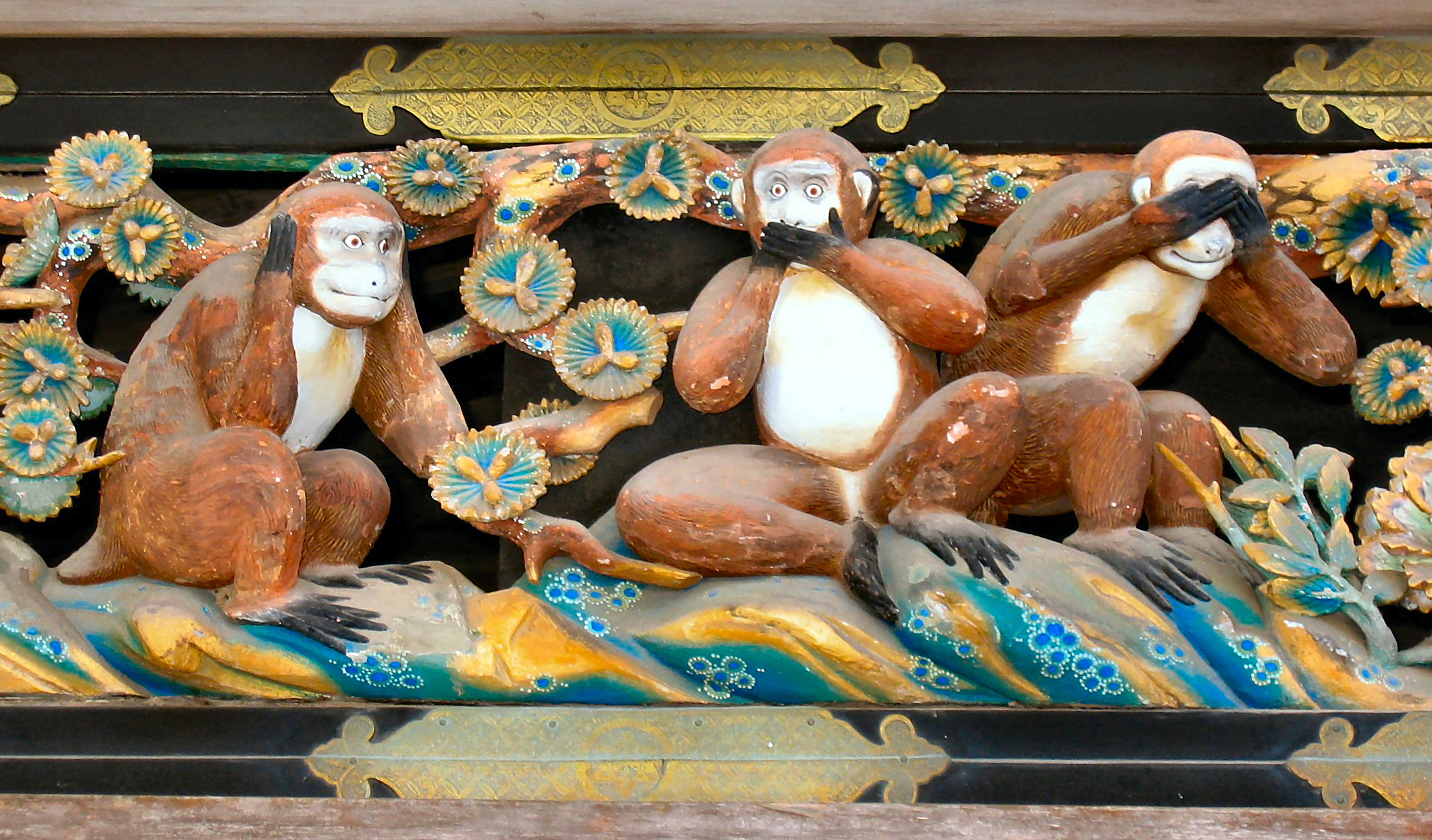
A három bölcs majom, akik nem hallják, nem beszélik és nem látják a gonoszt.

## Az ősi város

### Nevezetességek

#### Tósógú
A Nikkó Tósógú (japánul 日光東照宮) szentély építését 1617-ben rendelte el Tokugava Hidetada, elhunyt édesapja, Tokugava Iejaszu számára. 1636-ban Tokugava Iemicu felújíttatta az épületeket, és 35 új épület építését adta parancsba. Az építkezések 18 hónapig tartottak és mai értékben 40 milliárd japán jenbe kerültek. Azóta újabb 20 épületet építettek a szentélyegyütteshez. 8 ezek közülük nemzeti műemlék Japánban és további 45 fontos kulturális emlék. A legjelentősebb épületetek a Honden, azaz a főcsarnok, a Jomeimon és a Karamon kapuk. A szentély mellett több száz lépcső vezet át a szugifenyők erdején keresztül az edényekig, amik Tokugava Iejaszu földi maradványait tartalmazzák.
A Sinkjúsa (Szent Ló istálló) sötét faépület mely aranyveretekkel van díszítve. A homlokzatát  a három bölcs majom, a kínai és japán kultúra fontos jelképe díszíti.

#### Rinnódzsi

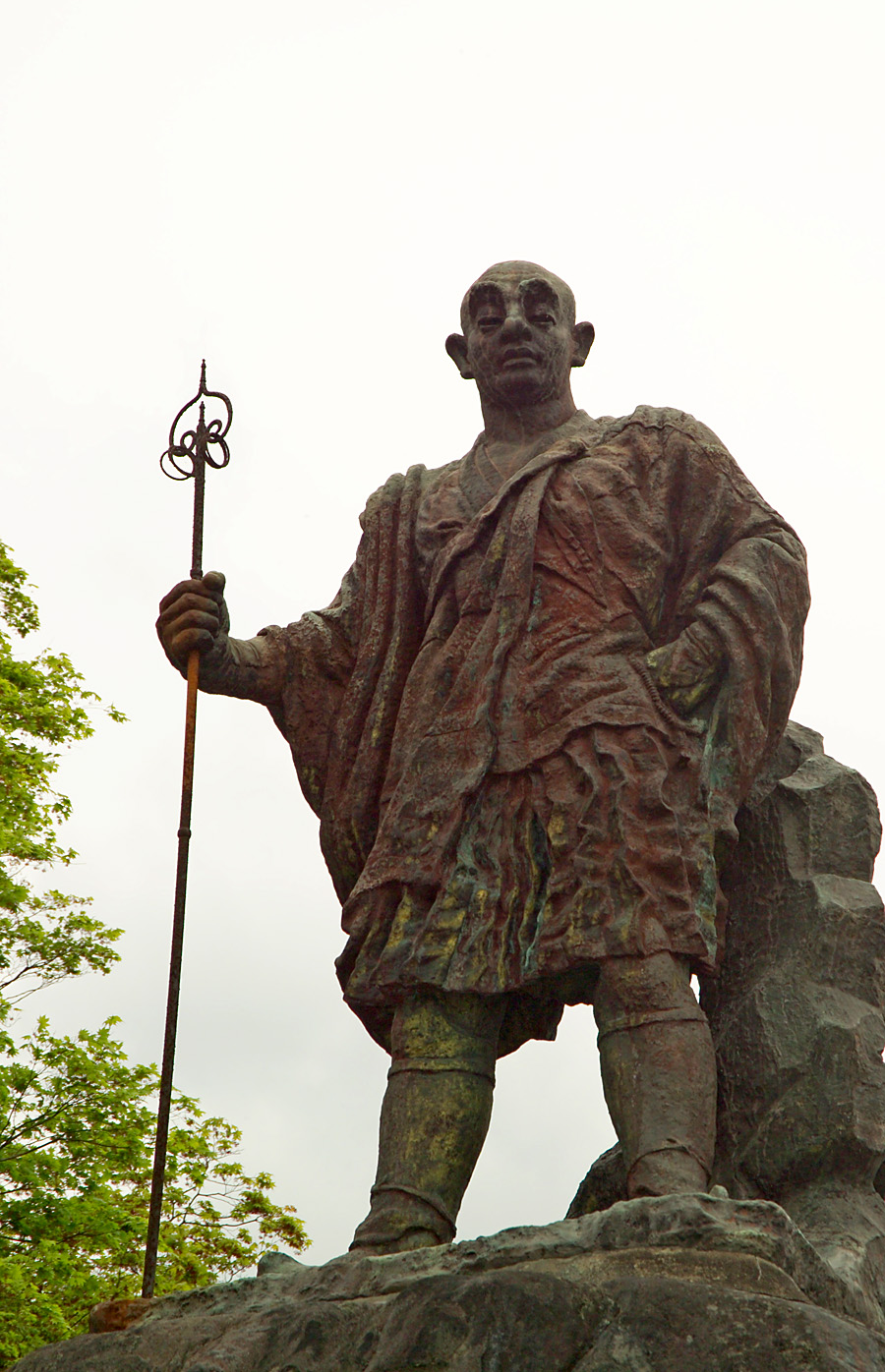
A Rinnódzsi parkjában álló szobor, amely Sotó szerzetest ábrázolja.

A Rinnódzsi (japánul 輪王寺) egy 15 templomból álló épületegyüttes, Nikkó legjelentősebb temploma. Sotó buddhista szerzetes alapította 766-ban; tiszteletére a templom parkjában szobrot állítottak. Nagy népszerűségnek örvendett az itt élő szerzetesek körében, akik meditálni jártak ide. A Rinnódzsi uralma alá a templom fénykorában 500 kisebb templom tartozott szerte az országban. A templom legfontosabb épülete a Szanbucudó, a Három Buddha Terme, melyben hatalmas, aranyborítású, fából készült szobrok találhatók. Ezek Amida Buddhát, Szendzu-kannont (ezerkarú kannon) és Bató-kannont (lófejű kannon) ábrázolják. Ezek a néphiedelem szerint Nikkó három hegyének megtestesült kamijai sintó istenei). A Szanbucudóval szemben álló épületben a buddhizmusról és a Togugava-családról szóló kiállítások láthatók. A Rinnódzsihoz tartozik egy kis japán kert, a Sójóen, és Tokugava Iemicu mauzóleuma, az 1653-ban épült Taijúin-bjó.

## A modern város

### Sport
Nikkó az otthona a Nikkō Kobe IceBucks jégkorongcsapatnak, amely az ázsiai jégkorongligában játszik. A Nikkói Aréna 2007 áprilisában a női jégkorong világbajnokságnak adott otthont.

## Éghajlat
Nikkó éghajlata nagyjából hasonlít Hokkaidóéra, bár közelebb van Tokióhoz mint Hokkaidóhoz. A helyi éghajlatot nagyban befolyásolja a tengerszint feletti magasság; a város legalacsonyabb és legmagasabb pontja között több Celsius-fokos különbség is lehet.
| Január  | Február | Március | Április | Május  | Június  | Július  | Augusztus | Szeptember | Október | November | December | Egész éves átlag |
| -4,5 °C | -4,3 °C | -1,3 °C | 4,9 °C  | 9,6 °C | 13,4 °C | 17,6 °C | 18,8 °C   | 14,8 °C    | 8,7 °C  | 3,8 °C   | -1,2 °C  | 6,7 °C           |

## Nevezetes személyek
A város legjelentősebb történelmi személyei a 8. században élt Sotó szerzetes, a város alapítója, a 16. században élt Tenkai érsek, aki a legenda szerint nem más mint Akecsi Micuhide, aki elárulta Oda Nobunaga daimjót. Az ország történelmének egyik legnagyobb alakja, Tokugava Iejaszu, itt van eltemetve. Itt született 1908. április 11-én Ibuka Maszaru elektronikai nagyiparos, a Sony társalapítója.